# Peter Detlofsson
Peter Detlofsson, född omkring 1738 i Norge eller Sverige, död 25 september 1815 i Sigtuna, var en kringresande häktmakare, glas- och porslinsförare, artillerist och borgare som tillhörde resandefolket. Han är resandeanfader till flera resande i Norge och Sverige. Han är även en central figur i Adam Heymowski licentiatavhandling  Om "tattare" och "resande" (1955).
Dragspelaren och kompositören Calle Jularbo härstammade på fädernet i rakt nedstigande led från Detlofsson. Även den kände Stor-Johan var ättling till denne.

## Tidigt liv och uppväxt
Peter Detlofsson var son till porslinsföraren, valackaren och hästhandlaren Detlof Pettersson Rosenberg och Märta Kristiansdotter. Farfadern Peter Nilsson förekommer i en rad rättsliga dokument under första halvan av 1700-talet. Han försörjde sig som hästhandlare och kringresande handelsman och var huvudman för ett följe "tattare" och "zigenare". Familjen blev på 1730-talet deporterade med båt till Pommern för att utvisas ur riket med hänvisning till "Tattarförordningen". Detlofsson reste tillsammans med sin familj på långa resor både i Sverige och i Norge. 1744 infångades familjen i Akershus stift, då de norska myndigheterna ville utvisa "tattarna".
I passjournaler omnämns fadern Detlof som valackare och länshästbotare för Gävleborgs län. Bevarade pass visar att han reste och utförde arbeten som hästbotare även i Ångermanland.
Peter Detlofsson omnämns som "tattare" och "zigenare" i rättsprotokoll under 1760-talet. Han efterlystes 1761 tillsammans med sin följeslagare Johan Regner och ett antal kvinnor. I Gävle landskansli kallas de för "et sälskap tartare" och anklagades för att misshandlat och rånat Peter Noring från Torshälla i närheten av Älvkarleby. Detlofsson beskrivs vara klädd i "blå kläder, och Elghuds byxor samt liten till wäxten, med långt svart hår och ögonbryn och en knyl på näsan".

## Borgare i Södertälje och Östhammar
Detlofsson fick burskap och blev gårdsägare i kvarteret Granen 3 Södertälje före 1777. Han flyttade med sin familj till Östhammar 1785 där han noteras som glas- och porslinshandlare. 1786 skulle han plikta för slagsmål. Han anklagades för misshandel på en borgare i en krogstuga i november 1787.  Vittnen berättar hur Detlofsson beställt brännvin för att sedan ge ett knytnävslag som träffade Johan Nilsson Giers på näsan och över högra ögat. Giers ställdes frågande varför han slagit honom, varpå Detlofsson ska ha sagt "under gröfwelige swordomar swarat ingen skall få wara i fred för mig". Han tvingades från krogen och dömdes senare till böter.
Familjen förvisades från Östhammar efter 1801 och återfinns senare skrivna i Mårtsbo, Huddunge.

## Familj
Peter Detlofsson var gift sedan 1761 med Elisabet Bergman (1743–1817) som var dotter till "tartaren" Kristian Adamsson Broman och Anna Sophia Johansdotter. Efternamnet Bergman antog hon efter sin styvfar, vallackaren Alexander Johansson Bergman. 
Detlofsson och Elisabet fick tillsammans flera barn som gifte sig med andra resandesläkter, däribland Segerblad, Löfgren, Söderström och Korsgård. 